# Liga de Campeones de la OFC 2022
La Liga de Campeones de la OFC 2022, fue la 21.ª edición del máximo torneo de fútbol a nivel de clubes de Oceanía. Está edición contó con 14 participantes y un nuevo formato debido a las restricciones fronterizas que generó la pandemia de covid-19. El campeón del torneo fue Auckland City quien logró su décimo título en la competición y clasificó al Mundial de Clubes 2022.

## Formato
Un nuevo formato se aplicó para esta edición, los campeones de las asociaciones de Islas Cook, Samoa, Samoa Americana y Tonga participarían en una ronda previa en una sede a confirmar, donde el ganador accedía a la fase de grupos, sin embargo solo el equipo de las Islas Cook fue elegible para disputar el torneo y avanzó directamente a dicha fase. En tanto, hubo un play-off entre los dos representantes de las asociaciones de Papúa Nueva Guinea, Tahití, Fiyi, Vanuatu, Nueva Caledonia e Islas Salomón, dejando un solo clasificado de cada asociación. Nueva Zelanda postuló a un solo equipo para disputar el torneo, los seis ganadores y los dos equipos clasificados directamente disputaron la Fase de grupos en una sede. Posteriormente, la OFC confirmó a Auckland, Nueva Zelanda, como sede de la fase de grupos, junto con la fase eliminatoria de la competición entre el 9 y 17 de agosto de 2022.

## Equipos participantes
| País                       | Equipo                         | Vía de clasificación |
| -------------------------- | ------------------------------ | --- |
| Fiyi 2 cupos               | Lautoka Rewa                   | Campeón de la Liga Nacional de Fiyi 2021 Subcampeón de la Liga Nacional de Fiyi 2021                                                                        |
| Islas Salomón 2 cupos      | Central Coast Solomon Warriors | Campeón de la S-League 2021 Subcampeón de la S-League 2021                                                                                                  |
| Nueva Caledonia 2 cupos    | Hienghène Sport Ne Drehu       | Campeón de la Superliga de Nueva Caledonia 2021 Subcampeón de la Superliga de Nueva Caledonia 2021                                                          |
| Nueva Zelanda 1 cupo       | Auckland City                  | Ganador de la Temporada regular de la Premiership 2020-21                                                                                                   |
| Papúa Nueva Guinea 2 cupos | Lae City Hekari United         | Primero de la Conferencia Norte de la Liga Nacional de Papúa Nueva Guinea 2021 Primero de la Conferencia Sur de la Liga Nacional de Papúa Nueva Guinea 2021 |
| Tahití 2 cupos             | Pirae Vénus                    | Campeón de la Primera División de Tahití 2020-21 Subcampeón de la Primera División de Tahití 2020-21                                                        |
| Vanuatu 2 cupos            | Galaxy RueRue                  | Campeón de la Primera División de Vanuatu 2021 Subcampeón de la Primera División de Vanuatu 2021                                                            |
| Islas Cook 1 cupo          | Nikao Sokattack                | Campeón de la Primera División de Islas Cook 2021 |

## Ronda de play-off
El 13 de mayo de 2022, la OFC anunció que se llevarían a cabo seis play-offs de eliminatorias locales para determinar que equipos de esas naciones participaron en la fase de grupos de la Liga de Campeones de este año. La Asociación de Fútbol de Nueva Zelanda anunció que había nominado a Auckland City como su único participante en la competencia.

### Llaves
| Equipo 1         | Agr.         | Equipo 2        | Ida | Vuelta |
| ---------------- | ------------ | --------------- | --- | ------ |
| Ne Drehu         | 3–4          | Hienghène Sport | 2–2 | 1–2    |
| Pirae            | 0–1 (t. s.)  | Vénus           |     |        |
| Lautoka          | 1–5          | Rewa            | 1–1 | 0–4    |
| RueRue           | 0–5          | Galaxy          | 0–0 | 0–5    |
| Solomon Warriors | 3–3 (2–4 p.) | Central Coast   | 1–1 | 2–2    |
| Lae City         | 2–1          | Hekari United   |     |        |

### Partidos
| Ida; 4 de junio | Ne Drehu                     | 2:2 (1:0) | Hienghène Sport                   | Estadio Yoshida, Koné                                  |                                                        |
| 15:00 (UTC+11)  | Wamowe 24' (pen.) · Hace 71' | Reporte   | Béaruné 88' · Athale 90+6' (pen.) | Asistencia: 308 espectadores Árbitro(s): Johnny Reboul | Asistencia: 308 espectadores Árbitro(s): Johnny Reboul |

| Vuelta; 6 de junio | Hienghène Sport | 2:1 (1:1) (Global 4:3) | Ne Drehu  | Estadio Numa-Daly Magenta, Numea                         |                                                          |
| 15:00 (UTC+11)     | Kaï 22', 90+2'  | Reporte                | Hmaen 25' | Asistencia: 1300 espectadores Árbitro(s): Mederic Lacour | Asistencia: 1300 espectadores Árbitro(s): Mederic Lacour |

- Hienghène Sport clasifica a Fase de grupos.

| 14 de junio    | Pirae | 0:1 (0:0, 0:0) (t. s.) | Vénus         | Estadio Pater, Papeete                                    |                                                           |
| 20:00 (UTC-10) |       | Reporte                | R. Tehau 111' | Asistencia: 688 espectadores Árbitro(s): Taremoana Roihau | Asistencia: 688 espectadores Árbitro(s): Taremoana Roihau |

- Vénus clasifica a Fase de grupos.

| Ida; 17 de junio | Lautoka     | 1:1 (0:0) | Rewa           | Churchill Park, Lautoka                                  |                                                          |
| 19:00 (UTC+12)   | Nalaubu 74' | Reporte   | Matarerega 59' | Asistencia: 1500 espectadores Árbitro(s): Neeshil Varman | Asistencia: 1500 espectadores Árbitro(s): Neeshil Varman |

| Vuelta; 19 de junio | Rewa                                             | 4:0 (2:0) (Global 5:1) | Lautoka | Ratu Cakobau Park, Nausori                               |                                                          |
| 15:00 (UTC+12)      | Matarerega 25', 51' · Worworbu 37' · Nabenia 81' | Reporte                |         | Asistencia: 800 espectadores Árbitro(s): Kavitesh Behari | Asistencia: 800 espectadores Árbitro(s): Kavitesh Behari |

- Rewa clasifica a Fase de grupos.

| Ida; 18 de junio | RueRue | 0:0     | Galaxy | Estadio Luganville Soccer, Luganville                 |                                                       |
| 14:00 (UTC+11)   |        | Reporte |        | Asistencia: 3500 espectadores Árbitro(s): Arnold Tari | Asistencia: 3500 espectadores Árbitro(s): Arnold Tari |

| Vuelta; 25 de junio | Galaxy                                                 | 5:0 (1:0) (Global 5:0) | RueRue | Estadio Korman, Port Vila                                |                                                          |
| 14:00 (UTC+11)      | Wilson 45+2' · Batick 65' · Tangis 75', 86' · Kalo 81' | Reporte                |        | Asistencia: 3000 espectadores Árbitro(s): Jarethy George | Asistencia: 3000 espectadores Árbitro(s): Jarethy George |

- Galaxy clasifica a Fase de grupos.

| Ida; 19 de junio | Solomon Warriors | 1:1 (1:0) | Central Coast | Estadio Lawson Tama, Honiara                            |                                                         |
| 15:00 (UTC+11)   | Alick 36'        | Reporte   | Fordney 76'   | Asistencia: 10 000 espectadores Árbitro(s): Timothy Niu | Asistencia: 10 000 espectadores Árbitro(s): Timothy Niu |

| Vuelta; 25 de junio | Central Coast                    | 2:2 (1:1, 0:1) (t. s.)(4:2 p.)(Global 3:3) | Solomon Warriors              | Estadio Lawson Tama, Honiara                           |                                                        |
| 15:00 (UTC+11)      | Fafale 86', 120+2'               | Reporte                                    | Tigi 2' · Hou 96'             | Asistencia: 10 000 espectadores Árbitro(s): Ben Aukwai | Asistencia: 10 000 espectadores Árbitro(s): Ben Aukwai |
|                     |                                  | Tiros desde el punto penal                 |                               |                                                        |                                                        |
|                     | Otainao · Oreinima · Bala · Supa |                                            | Gagame · Alick · Molea · Feni |                                                        |                                                        |

- Central Coast clasifica a Fase de grupos.

| 25 de junio    | Lae City       | 2:1 (0:1) | Hekari United | Estadio Nacional, Puerto Moresby                           |                                                            |
| 15:00 (UTC+10) | David 87', 90' | Reporte   | Simon 45'     | Asistencia: 2000 espectadores Árbitro(s): David Yareboinen | Asistencia: 2000 espectadores Árbitro(s): David Yareboinen |

- Lae City clasifica a Fase de grupos.

## Fase de grupos
El sorteo de esta ronda se realizó el 30 de junio de 2022, los ocho equipos fueron divididos en dos grupos, los dos primeros avanzaron a la fase final. El calendario de partidos fue anunciado el 23 de julio de 2022, todos los encuentros se jugaron en una sede centralizada, en Ngahue Reserve, Auckland.
- Los horarios corresponden al huso horario de Nueva Zelanda NZT (UTC+12).

### Grupo A
| Pos. | Equipo        | Pts. | PJ | G | E | P | GF | GC | Dif. | Clasificación |   | VEN | CCO | GAL | LAE |
| ---- | ------------- | ---- | -- | - | - | - | -- | -- | ---- | ------------- | - | --- | --- | --- | --- |
| 1    | Vénus         | 6    | 3  | 2 | 0 | 1 | 4  | 1  | +3   | Semifinales   |   | —   | —   | 0–1 | 1–0 |
| 2    | Central Coast | 6    | 3  | 2 | 0 | 1 | 6  | 6  | 0    | Semifinales   |   | 0–3 | —   | 3–1 | —   |
| 3    | Galaxy        | 4    | 3  | 1 | 1 | 1 | 4  | 5  | −1   |               |   | —   | —   | —   | 2–2 |
| 4    | Lae City      | 1    | 3  | 0 | 1 | 2 | 4  | 6  | −2   |               | — | 2–3 | —   | —   |     |

 Fuente: OFC
| 4 de agosto | Galaxy                              | 2:2 (1:1) | Lae City                        | Ngahue Reserve, Auckland                                            |                                                                     |
| 12:00       | F. Komolong 28' (a.g.) · Tangis 46' | Reporte   | Kileteir 34' (a.g.) · Allen 75' | Asistencia: 100 espectadores Árbitro(s): Campbell-Kirk Kawana-Waugh | Asistencia: 100 espectadores Árbitro(s): Campbell-Kirk Kawana-Waugh |

| 4 de agosto | Central Coast | 0:3 (0:2) | Vénus                         | Ngahue Reserve, Auckland                                |                                                         |
| 15:00       |               | Reporte   | T. Tehau 12', 17' (pen.), 46' | Asistencia: 100 espectadores Árbitro(s): Médéric Lacour | Asistencia: 100 espectadores Árbitro(s): Médéric Lacour |

| 7 de agosto | Central Coast                       | 3:1 (2:1) | Galaxy     | Ngahue Reserve, Auckland                            |                                                     |
| 12:00       | Bule 37' · Fordney 45' · Fafale 56' | Reporte   | Tangis 14' | Asistencia: 100 espectadores Árbitro(s): Veer Singh | Asistencia: 100 espectadores Árbitro(s): Veer Singh |

| 7 de agosto | Vénus     | 1:0 (0:0) | Lae City | Ngahue Reserve, Auckland                                |                                                         |
| 15:00       | Barbe 80' | Reporte   |          | Asistencia: 150 espectadores Árbitro(s): Matthew Conger | Asistencia: 150 espectadores Árbitro(s): Matthew Conger |

| 10 de agosto | Lae City              | 2:3 (1:3) | Central Coast                 | Ngahue Reserve, Auckland                                |                                                         |
| 12:00        | David 41' · Allen 76' | Reporte   | Fordney 12' · Fafale 21', 42' | Asistencia: 100 espectadores Árbitro(s): Matthew Conger | Asistencia: 100 espectadores Árbitro(s): Matthew Conger |

| 10 de agosto | Vénus | 0:1 (0:0) | Galaxy   | Ngahue Reserve, Auckland                                            |                                                                     |
| 15:00        |       | Reporte   | Kalo 54' | Asistencia: 100 espectadores Árbitro(s): Campbell-Kirk Kawana-Waugh | Asistencia: 100 espectadores Árbitro(s): Campbell-Kirk Kawana-Waugh |

### Grupo B
| Pos. | Equipo          | Pts. | PJ | G | E | P | GF | GC | Dif. | Clasificación |     | AUC | HIE | REW | NIK |
| ---- | --------------- | ---- | -- | - | - | - | -- | -- | ---- | ------------- | --- | --- | --- | --- | --- |
| 1    | Auckland City   | 9    | 3  | 3 | 0 | 0 | 12 | 1  | +11  | Semifinales   |     | —   | 5–0 | —   | —   |
| 2    | Hienghène Sport | 6    | 3  | 2 | 0 | 1 | 3  | 5  | −2   | Semifinales   |     | —   | —   | 2–0 | —   |
| 3    | Rewa            | 3    | 3  | 1 | 0 | 2 | 3  | 6  | −3   |               |     | 0–3 | —   | —   | 3–1 |
| 4    | Nikao Sokattack | 0    | 3  | 0 | 0 | 3 | 2  | 8  | −6   |               | 1–4 | 0–1 | —   | —   |     |

 Fuente: OFC
| 5 de agosto | Auckland City                                                       | 5:0 (3:0) | Hienghène Sport | Ngahue Reserve, Auckland                                |                                                         |
| 12:00       | Mitchell 8' · Howieson 14' · Manickum 39' · Ilich 48' · Gillion 88' | Reporte   |                 | Asistencia: 120 espectadores Árbitro(s): Norbert Hauata | Asistencia: 120 espectadores Árbitro(s): Norbert Hauata |

| 5 de agosto | Rewa                            | 3:1 (2:0) | Nikao Sokattack | Ngahue Reserve, Auckland                                  |                                                           |
| 15:00       | Zahid 2', 56' · Waranaivalu 45' | Reporte   | Leito 78'       | Asistencia: 200 espectadores Árbitro(s): David Yareboinen | Asistencia: 200 espectadores Árbitro(s): David Yareboinen |

| 8 de agosto | Rewa | 0:3 (0:2) | Auckland City                              | Ngahue Reserve, Auckland                            |                                                     |
| 12:00       |      | Reporte   | Howieson 26' (pen.) · Ilich 35' · Tade 90' | Asistencia: 150 espectadores Árbitro(s): Ben Aukwai | Asistencia: 150 espectadores Árbitro(s): Ben Aukwai |

| 8 de agosto | Nikao Sokattack | 0:1 (0:0) | Hienghène Sport | Ngahue Reserve, Auckland                                  |                                                           |
| 15:00       |                 | Reporte   | Ranchain 58'    | Asistencia: 100 espectadores Árbitro(s): Teremoana Roihau | Asistencia: 100 espectadores Árbitro(s): Teremoana Roihau |

| 11 de agosto | Hienghène Sport           | 2:0 (0:0) | Rewa | Ngahue Reserve, Auckland                                |                                                         |
| 12:00        | Ranchain 64' · Athale 74' | Reporte   |      | Asistencia: 120 espectadores Árbitro(s): Norbert Hauata | Asistencia: 120 espectadores Árbitro(s): Norbert Hauata |

| 11 de agosto | Nikao Sokattack | 1:4 (1:1) | Auckland City                          | Ngahue Reserve, Auckland                                  |                                                           |
| 15:00        | Willis 39'      | Reporte   | Garriga 40', 50' · Lee 55' · Ellis 65' | Asistencia: 140 espectadores Árbitro(s): David Yareboinen | Asistencia: 140 espectadores Árbitro(s): David Yareboinen |

## Fase final

### Cuadro de desarrollo
|  | Semifinales     | Semifinales     | Semifinales   |               |       | Final | Final | Final |  |
|  |                 |                 |               |               |       |       |       |       |  |
|  |                 |                 |               |               |       |       |       |       |  |
|  | Vénus           | Vénus           | 4             |               |       |       |       |       |  |
|  | Vénus           | Vénus           | 4             |               |       |       |       |       |  |
|  | Hienghène Sport | Hienghène Sport | 0             |               |       |       |       |       |  |
|  | Hienghène Sport | Hienghène Sport | 0             |               | Vénus | Vénus | 0     |       |  |
|  |                 |                 |               |               | Vénus | Vénus | 0     |       |  |
|  |                 |                 | Auckland City | Auckland City | 3     |       |       |       |  |
|  | Auckland City   | Auckland City   | Auckland City | Auckland City | 3     | 2     |       |       |  |
|  | Auckland City   | Auckland City   |               |               |       | 2     |       |       |  |
|  | Central Coast   | Central Coast   | 0             |               |       |       |       |       |  |
|  | Central Coast   | Central Coast   | 0             |               |       |       |       |       |  |
|  |                 |                 |               |               |       |       |       |       |  |

- Los horarios corresponden al huso horario de Nueva Zelanda NZT (UTC+12).

### Semifinales
| 14 de agosto | Vénus                                       | 4:0 (3:0) | Hienghène Sport | Ngahue Reserve, Auckland                                |                                                         |
| 11:30        | T. Tehau 17' · Keck 24', 77' · R. Tehau 27' | Reporte   |                 | Asistencia: 110 espectadores Árbitro(s): Matthew Conger | Asistencia: 110 espectadores Árbitro(s): Matthew Conger |

| 14 de agosto | Auckland City                 | 2:0 (1:0) | Central Coast | Ngahue Reserve, Auckland                                |                                                         |
| 14:30        | Mitchell 26' · Manickum 90+5' | Reporte   |               | Asistencia: 350 espectadores Árbitro(s): Norbert Hauata | Asistencia: 350 espectadores Árbitro(s): Norbert Hauata |

### Final
| 17 de agosto | Vénus | 0:3 (0:2) | Auckland City                                | Ngahue Reserve, Auckland                                  |                                                           |
| 14:00        |       | Reporte   | Howieson 13' (pen.) · Garriga 29' · Tade 89' | Asistencia: 400 espectadores Árbitro(s): David Yareboinen | Asistencia: 400 espectadores Árbitro(s): David Yareboinen |

| Vénus | Auckland City |

| POR           | 1  | Teave Teamotuaitau     |     |     |
| DEF           | 2  | Tevaitini Teumere      |     |     |
| DEF           | 8  | Pothin Poma            |     |     |
| DEF           | 3  | Kévin Barbe            | 53' |     |
| DEF           | 4  | Jean-Claude Paraue     |     |     |
| MED           | 11 | Roonui Tehau           |     |     |
| MED           | 17 | Terai Bremond          |     |     |
| MED           | 29 | Yann Pennequin-Le Bras |     |     |
| DEL           | 26 | Rainui Tze-Yu          |     | 85' |
| DEL           | 10 | Teaonui Tehau          |     |     |
| DEL           | 9  | Tauhiti Keck           |     |     |
| Substitutos:  |    |                        |     |     |
| POR           | 16 | Anapa Debruyne         |     |     |
| POR           | 22 | Indra Suarjana         |     |     |
| DEF           | 13 | Ariimona Greseque      |     |     |
| DEF           | 23 | Mauri Heitaa           |     |     |
| MED           | 15 | Teivarii Kaiha         |     |     |
| MED           | 20 | Mana Teniau            |     |     |
| MED           | 27 | Heiarii Tavanae        |     | 85' |
| DEL           | 6  | Manuarii Shan          |     |     |
| Entrenador:   |    |                        |     |     |
| Samuel Garcia |    |                        |     |     |

| POR          | 1  | Conor Tracey     |     |       |
| DEF          | 15 | Aidan Carey      |     |       |
| DEF          | 3  | Adam Mitchell    |     |       |
| DEF          | 12 | Sam Brotherton   |     |       |
| DEF          | 14 | Jordan Vale      |     |       |
| MED          | 8  | Gerard Garriga   |     | 90+1' |
| MED          | 2  | Mario Ilich      |     |       |
| MED          | 7  | Cameron Howieson |     |       |
| DEL          | 10 | Dylan Manickum   |     |       |
| DEL          | 11 | Ryan de Vries    |     | 63'   |
| DEL          | 16 | Joseph Lee       |     | 74'   |
| Substitutos: |    |                  |     |       |
| POR          | 18 | Finn Dockerty    |     |       |
| POR          | 24 | Cameron Brown    |     |       |
| DEF          | 4  | Christian Gray   |     |       |
| DEF          | 5  | Ángel Berlanga   |     |       |
| DEF          | 23 | Alfie Rogers     |     |       |
| MED          | 6  | Matt Ellis       |     |       |
| MED          | 17 | Reid Drake       | 76' | 74'   |
| MED          | 21 | Ilham Hameedi    |     |       |
| DEL          | 9  | Will Eng         |     |       |
| DEL          | 19 | Liam Gillion     |     | 90+1' |
| DEL          | 20 | Emiliano Tade    |     | 63'   |
| Entrenador:  |    |                  |     |       |
| Albert Riera |    |                  |     |       |

|                                   |
| Bandera de Nueva Zelanda          |
| Campeón Auckland City 10.º título |

## Estadísticas

### Goleadores
| Jugador            | Equipo        | Goles |
| ------------------ | ------------- | ----- |
| Clifford Fafale    | Central Coast | 5     |
| Kensi Tangis       | Galaxy        | 4     |
| Teaonui Tehau      | Vénus         | 4     |
| Cameron Howieson   | Auckland City | 3     |
| Gerard Garriga     | Auckland City | 3     |
| Junior Fordney     | Central Coast | 3     |
| Mathew David       | Lae City      | 3     |
| Rusiate Matarerega | Rewa          | 3     |

### Tabla acumulada
| Equipo | Equipo           | Pts. | PJ | PG | PE | PP | GF | GC | Dif | Prom. | Rend.  |
| ------ | ---------------- | ---- | -- | -- | -- | -- | -- | -- | --- | ----- | ------ |
| 1      | Auckland City    | 15   | 5  | 5  | 0  | 0  | 17 | 1  | 16  | 3.0   | 100%   |
| 2      | Vénus            | 12   | 6  | 4  | 0  | 2  | 9  | 3  | 6   | 2.0   | 66.67% |
| 3      | Hienghène Sport  | 10   | 6  | 3  | 1  | 2  | 7  | 12 | –5  | 1.7   | 55.56% |
| 4      | Central Coast    | 8    | 6  | 2  | 2  | 2  | 9  | 11 | –2  | 1.3   | 44.44% |
| 5      | Galaxy           | 8    | 5  | 2  | 2  | 1  | 9  | 5  | 4   | 1.6   | 53.33% |
| 6      | Rewa             | 7    | 5  | 2  | 1  | 2  | 8  | 7  | 1   | 1.4   | 46.67% |
| 7      | Lae City         | 4    | 4  | 1  | 1  | 2  | 6  | 7  | –1  | 1.0   | 33.33% |
| 8      | Nikao Sokattack  | 0    | 3  | 0  | 0  | 3  | 2  | 8  | –6  | 0.0   | 0%     |
| 9      | Solomon Warriors | 2    | 2  | 0  | 2  | 0  | 3  | 3  | 0   | 1.0   | 33.33% |
| 10     | Ne Drehu         | 1    | 2  | 0  | 1  | 1  | 3  | 4  | –1  | 0.5   | 16.67% |
| 11     | Lautoka          | 1    | 2  | 0  | 1  | 1  | 1  | 5  | –4  | 0.5   | 16.67% |
| 12     | RueRue           | 1    | 2  | 0  | 1  | 1  | 0  | 5  | –5  | 0.5   | 16.67% |
| 13     | Hekari United    | 0    | 1  | 0  | 0  | 1  | 1  | 2  | –1  | 0.0   | 0%     |
| 14     | Pirae            | 0    | 1  | 0  | 0  | 1  | 0  | 1  | –1  | 0.0   | 0%     |